# IAI 스타디움 니혼다이라
IAI 스타디움 니혼다이라(일본어: IAIスタジアム日本平)은 일본 시즈오카현 시즈오카시 시미즈구에 위치한 축구 경기장으로 J리그 클럽 시미즈 에스펄스의 홈 구장으로 사용되고 있다. 1991년에 개장했으며 수용 인원은 20,248명이다.
1991년에 니혼다이라 운동공원 구기장(日本平運動公園球技場)이라는 이름으로 개장했다. 2008년 11월에 일본의 인재 파견 업체인 주식회사 아웃소싱이 경기장 명명권을 취득했기 때문에 아웃소싱 스타디움 니혼다이라(アウトソーシングスタジアム日本平)라고 부르기도 했다. 2013년 3월 주식회사 IAI가 경기장 명명권을 취득했기 때문에 IAI 스타디움 니혼다이라(IAIスタジアム日本平)라는 이름으로 부르기도 한다.

## 사진

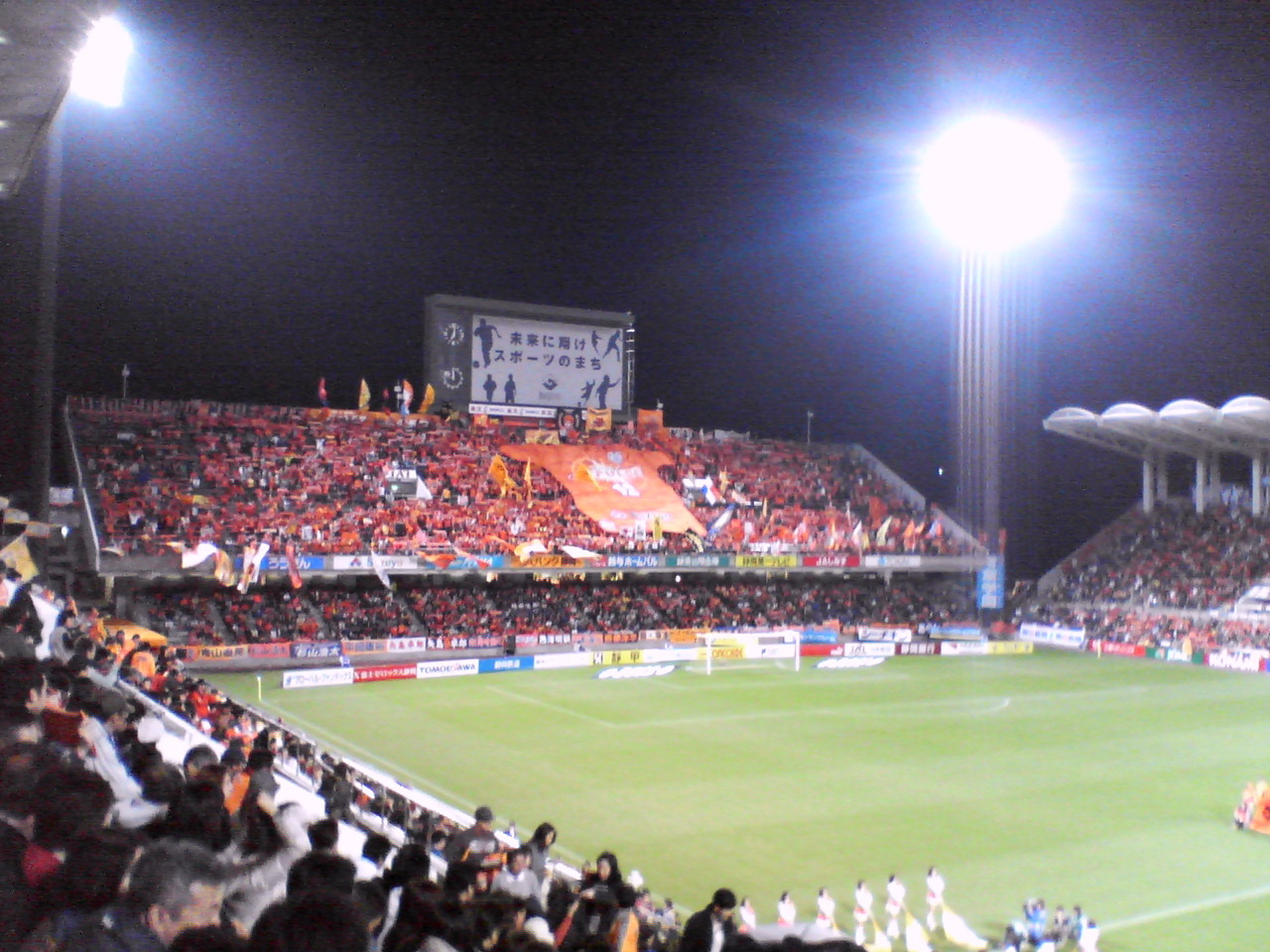
경기장 서쪽 스탠드